# Edificio Meridiana
El Edificio Meridiana o Casa Meridiana es un edificio de viviendas ubicado entre los números 312 bis y 320 de la avenida Meridiana de la ciudad de Barcelona. Es obra del arquitecto catalán Oriol Bohigas y conocido por ser un icono de la Barcelona del desarrollismo de la década de 1960. Fue construido en 1966 y es un ejemplo de los edificios donde se primó la funcionalidad para acoger a la migración que recibió la ciudad durante aquella década.